# フレディ・スティール
フレディ・スティール（Freddie Steele、1912年12月18日 - 1984年8月22日）は、アメリカ合衆国の男性元プロボクサー。本名はフレデリック・アール・バーゲット（Frederick Earl Burgett）。ワシントン州シアトル出身。元ニューヨーク州公認世界ミドル級チャンピオン。
ミドル級の歴史上目立つ存在ではないが、強打と技巧を兼ね備え王座を5度防衛した実力派で、過小評価との声もある。

## 来歴
幼少時からプロボクサーを志す。1928年プロ入り。フレッド・アポストリ、ゴリラ・ジョーンズら強豪を破り、1936年7月、エディ・リスコの王座に挑戦、ニューヨーク州公認世界ミドル級王者となった。
以後、ゴリラ・ジョーンズ、エディ・リスコ、ケン・オバーリンらを含む5人の挑戦者から王座を防衛。
1938年7月26日、アル・ホスタックに1回KOを喫し、王座を失った。

## 通算戦績
124勝（62KO）6敗8引分け1無効